# Wanda Krahelska-Filipowicz
Wanda Krahelska-Filipowicz (15 dicembre 1886 – 5 febbraio 1968) è stata un'attivista polacca, figura di spicco della resistenza di Varsavia  negli anni dell'occupazione tedesca durante la seconda guerra mondiale in Polonia.

## Biografia

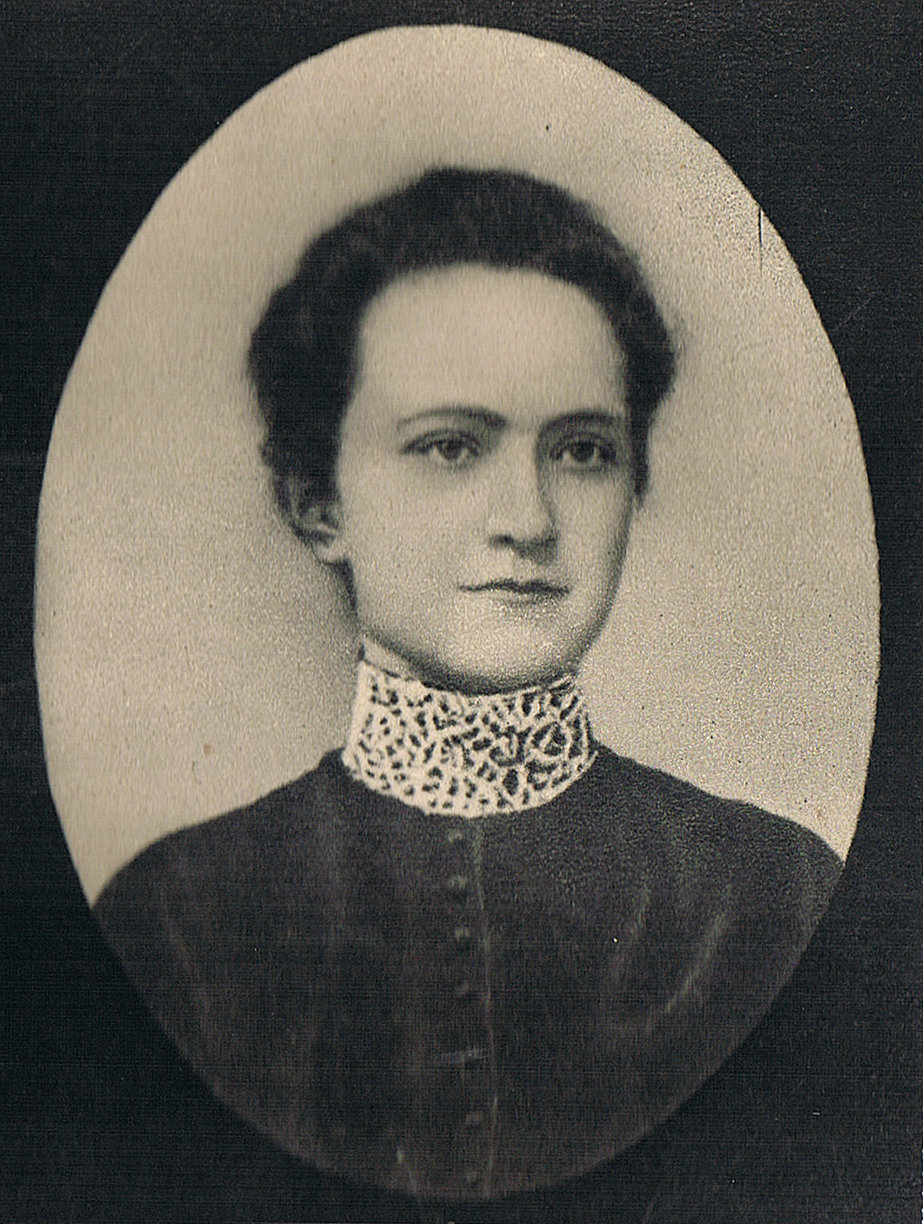
Wanda Krahelska-Filipowicz nel 1905.

Attivista socialista cattolica e devota democratica, fu la direttrice della rivista d'arte polacca Arkady. Fu una fondatrice dell'organizzazione Żegota con il nome in codice "Alinka" o "Alicja". Moglie di un ex ambasciatore a Washington, usò i suoi contatti con la leadership militare e politica della resistenza polacca per influenzare la politica della resistenza ed aiutare la popolazione ebraica polacca durante la guerra: usò la sua influenza per persuadere il governo in esilio, compresi i membri dell'AK, dell'importanza di creare un'organizzazione centrale per aiutare gli ebrei polacchi e per sostenere la politica con significativi finanziamenti. Accolse alcuni ebrei in casa all'inizio dell'occupazione tedesca, tra cui anche la vedova dello storico ebreo Szymon Askenazy.
Negli anni precedenti alla prima guerra mondiale, e precisamente il 18 agosto 1906, all'età di vent'anni prese parte ad un attentato al governatore generale russo di Varsavia, Georgi Skalon. Lanciò tre "bombe dinamite" sulla carrozza del governatore, ne esplosero due, provocando delle ferite leggere a tre persone dell'entourage del governatore. In seguito fuggì a Cracovia, all'epoca nella Polonia austriaca, stringendo un matrimonio fittizio con il pittore Adam Dobrodzicki, diventando così cittadina dell'Austria-Ungheria. L'Austria rifiutò di estradarla in Russia e organizzò invece un processo a Wadowice, il 16 febbraio 1908: confessò ma fu prosciolta.